# 貝洲加藤神社
貝洲加藤神社（かいずかとうじんじゃ）は、熊本県八代市鏡町貝洲に鎮座する神社である。御祭神は加藤清正公。旧社格は村社。

## 由緒
熊本県八代市鏡町は、総面積の約80パーセントが海を埋め立てた干拓により開かれた土地である。鏡町近郊の干拓工事は、熊本藩主細川氏のもと、江戸時代の元禄期（1688年 - 1704年）頃よりはじまっているが、鹿子木量平（かのごき りょうへい、1753年 - 1851年）が中心となって行われた工事は特に大規模である。
鹿子木量平は、工事に臨む際、土木工事・新田開発の先駆者として加藤清正の神霊に祈った。そして息子の謙之助らと共に、1805年（文化3年）より1822年（文政5年）にかけて、100町、400町、700町という3度の大干拓工事を、困難の末に成功させた。
1822年（文政5年）、工事の完了後、量平は加藤清正霊の加護に報いるため、清正公を祀る本妙寺浄池廟より分霊を勧請し、新しい地域の守護神として神殿を創建した。はじめは神道と仏教の両部の宮寺であったが、1870年（明治3年）、神仏分離令により神祭に改め、村社に列した。
なお、鹿子木量平は、その遺徳を追慕して八代市鏡町の文政神社に祀られている。

## 御祭神
- 加藤清正

## 例祭日
- 例大祭 - 9月24日

## 境内社
- 貝洲神社（祭神 - 市杵嶋姫神）
- 和合神社（祭神 - 綿津見大神)